# Block B
Block B (hangul: 블락비) är ett sydkoreanskt pojkband bildat 2011 av Stardom Entertainment.
Gruppen består av de sju medlemmarna Taeil, B-Bomb, Jaehyo, U-Kwon, Park Kyung, Zico och P.O.

## Medlemmar
| Artistnamn   | Artistnamn | Födelsenamn  | Födelsenamn | Födelsedatum      |
| Romanisering | Hangul     | Romanisering | Hangul      | Födelsedatum      |
| ------------ | ---------- | ------------ | ----------- | ----------------- |
| Taeil        | 태일       | Lee Tae-il   | 이태일      | 24 september 1990 |
| B-Bomb       | 비범       | Lee Min-hyuk | 이민혁      | 14 december 1990  |
| Jaehyo       | 재효       | Ahn Jae-hyo  | 안재효      | 23 december 1990  |
| U-Kwon       | 유권       | Kim Yu-kwon  | 김유권      | 9 april 1992      |
| Park Kyung   | 박경       | Park Kyung   | 박경        | 8 juli 1992       |
| Zico         | 지코       | Woo Ji-ho    | 우지호      | 14 september 1992 |
| P.O          | 피오       | Pyo Ji-hoon  | 표지훈      | 2 februari 1993   |

## Diskografi

### Album
| Albuminformation                                             | Topplacering          | Topplacering   |
| Albuminformation                                             | Sydkorea (Gaon Chart) | Japan (Oricon) |
| Koreanska                                                    | Koreanska             | Koreanska      |
| ------------------------------------------------------------ | --------------------- | -------------- |
| Do You Wanna B? (Singelalbum) - Släppt: 14 april 2011        | —                     | —              |
| New Kids on the Block (EP-skiva) - Släppt: 23 juni 2011      | 3                     | —              |
| Welcome to the Block (EP-skiva) - Släppt: 2 februari 2012    | 3                     | —              |
| Blockbuster (Studioalbum) - Släppt: 17 oktober 2012          | 4                     | —              |
| Very Good (EP-skiva) - Släppt: 2 oktober 2013                | 1                     | —              |
| Jackpot (Singelalbum) - Släppt: 17 april 2014                | 1                     | —              |
| H.E.R (EP-skiva) - Släppt: 24 juli 2014                      | 2                     | —              |
| Blooming Period (EP-skiva) - Släppt: 11 april 2016           | 1                     | 52             |
| Montage (EP-skiva) - Släppt: 7 november 2017                 | 5                     | —              |
| Japanska                                                     |                       |                |
| Very Good (Singelalbum) - Släppt: 21 januari 2015            | —                     | 5              |
| H.E.R (Singelalbum) - Släppt: 27 maj 2015                    | —                     | 7              |
| Jackpot (Singelalbum) - Släppt: 24 februari 2016             | —                     | 5              |
| Toy (Singelalbum) - Släppt: 15 juni 2016                     | —                     | 2              |
| My Zone (Studioalbum) - Släppt: 16 oktober 2016              | —                     | 7              |
| Yesterday (Singelalbum) - Släppt: 29 mars 2017               | —                     | —              |
| Montage ~Japan Edition~ (EP-skiva) - Släppt: 6 december 2017 | –                     | 7              |

### Singlar
| År        | Titel                | Topplacering          | Topplacering   |
| År        | Titel                | Sydkorea (Gaon Chart) | Japan (Oricon) |
| Koreanska | Koreanska            | Koreanska             | Koreanska      |
| --------- | -------------------- | --------------------- | -------------- |
| 2011      | "Freeze"             | 70                    | —              |
| 2011      | "Wanna B"            | —                     | —              |
| 2011      | "Tell Them"          | 103                   | —              |
| 2012      | "NalinA"             | 11                    | —              |
| 2012      | "I'll Close My Eyes" | 10                    | —              |
| 2012      | "Nillili Mambo"      | 10                    | —              |
| 2013      | "Be The Light"       | 14                    | —              |
| 2013      | "Very Good"          | 6                     | —              |
| 2014      | "Jackpot"            | 5                     | —              |
| 2014      | "H.E.R"              | 2                     | —              |
| 2016      | "A Few Years Later"  | 3                     | —              |
| 2016      | "Toy"                | 2                     | —              |
| 2017      | "Yesterday"          | 1                     | —              |
| 2017      | "Shall We Dance"     | 17                    | —              |
| 2018      | "Don’t Leave"        | 30                    | —              |
| Japanska  |                      |                       |                |
| 2015      | "Very Good"          | —                     | 5              |
| 2015      | "H.E.R"              | —                     | 7              |
| 2016      | "Jackpot"            | —                     | 5              |
| 2016      | "Toy"                | —                     | 2              |
| 2016      | "My Zone"            | —                     | 7              |
| 2017      | "Yesterday"          | —                     | —              |